# Popkiller
Popkiller ist das zweite Studioalbum des deutschen Synthiepop-Duos Wolfsheim.

## Entstehung und Artwork
Alle Stücke des Albums wurden zusammen von den beiden Wolfsheim-Mitgliedern Peter Heppner und Markus Reinhardt geschrieben. In Zusammenarbeit mit Carols Perón zeichneten die beiden auch für die Produktion verantwortlich. Bei zwei Titeln standen den dreien noch Peróns Nine-O-Nine-Kollegen José Alvarez-Brill und Gento Navaho zur Seite. Perón war darüber hinaus auch für das Mastering zuständig. Arrangiert wurde der größte Teil des Albums unter der Leitung von Otto Kostka. Die Aufnahmen und Produktionsarbeiten erfolgten im Musik Design in Aachen (Produktion) sowie dem Perón/Kostka Studio in Grafschaft (Abmischung und Aufnahme).
Auf dem schwarz-weißen Frontcover des Albums ist – neben Künstlernamen und Albumtitel – ein gezeichnetes, männliches, Gesicht zu sehen. Auf einer Vinylplatte zu Popkiller ist diese männliche Person wieder, zusammen mit einer Frau die ihn umarmt, zu sehen. Das Gesicht gleicht sich exakt auf beiden Coverbildern, sodass davon auszugehen ist, dass die Vinylplatte die komplette Zeichnung enthält und das reguläre Album einen Ausschnitt aus diesem darstellt. Die Zeichnung stammt von Heppner selbst. Weitere Bildaufnahmen im Begleitheft entstanden bei Leisten Photodesign, unter der Verantwortung von Willi Leisten. Das Artwork stammt von 4=1 (Gesellschaft zur Entwicklung von Multimedia-Software mbH).

## Veröffentlichung und Promotion
Die Erstveröffentlichung von Popkiller erfolgte am 1. Oktober 1993 in Deutschland als CD und Vinylplatte. Noch im selben Jahr wurde das Album europaweit, unter anderem in Dänemark, veröffentlicht. Die Veröffentlichung erfolgte durch das Musiklabel Strange Ways Records, vertrieben wurde es durch Indigo. Das Album setzt sich aus zwölf neuen Studioaufnahmen zusammen.
Am 3. Februar 2023, zum 30-jährigen Jubiläum von Popkiller, erschien eine Neuauflage zum Download und Streaming. Hierbei handelt es sich um eine digitale Version des Original-Albums aus dem Jahr 1993, die um einen Titel erweitert wurde. Als Erweiterung wurde der Jubiläumsedition ein Remix von Lovesong hinzugefügt. Dieser sogenannte „Club Mix“ erschien erstmals auf einem Wolfsheim-Album, war aber bereits Teil der B-Seite zur Single Elias (1994). Die Neuauflage verfügt über das gleiche Artwork wie das Original. Carlos Perón, der sich schon vor 30 Jahren für einen Großteil der Produktion verantwortlich zeigte, unterzog den Titeln ein Remastering. Veröffentlicht wurde diese Albumvariation durch das norwegische Musiklabel Sub Culture Records, der Vertrieb erfolgte durch Edition Eisenberg.
Um das Album zu bewerben, gingen Wolfsheim im Folgejahr auf die Strange Ways Festival Tour 1994.

## Inhalt
Mit Ausnahme von Auf ein Wort… sind alle Liedtexte des Albums in englischer Sprache verfasst, selbst das deutsch betitelte Stück Kaufrausch beinhaltet einen englischsprachigen Text. Musikalisch bewegen sich die Lieder im Bereich des Dark Waves und Synthiepops. Das Album besteht aus zwölf neu eingespielten Titeln, wobei ein Stück schon auf einem zuvor veröffentlichten Demoalbum zu finden war. Das Lied Gates erschienen bereits auf dem ersten Demoalbum Any But Pretty aus dem Jahr 1988. Auf diesem Album befindet sich ein Titel namens No Happy View, dies ist exakt derselbe Titel wie der des vorangegangenen Debütalbums No Happy View. Bei diesem und dem Stück Faith handelt es sich um reine Instrumentalstücke. Bei Tender Days werden Wolfsheim vom Schlagzeuger, der Band Dark Ruler, Ollie Orange unterstützt.
| #  | Titel                                                          | Autor(en)                       | Produzent(en)                                                                   | Länge |
| -- | -------------------------------------------------------------- | ------------------------------- | ------------------------------------------------------------------------------- | ----- |
| 1  | For You I’m Bleeding                                           | Peter Heppner, Markus Reinhardt | Peter Heppner, Carlos Peron, Markus Reinhardt                                   | 2:38  |
| 2  | Tender Days (feat. Ollie Orange)                               | Peter Heppner, Markus Reinhardt | José Alvarez-Brill, Peter Heppner, Gento Navaho, Carlos Peron, Markus Reinhardt | 4:45  |
| 3  | Lovesong                                                       | Peter Heppner, Markus Reinhardt | Peter Heppner, Carlos Peron, Markus Reinhardt                                   | 3:48  |
| 4  | Kaufrausch                                                     | Peter Heppner, Markus Reinhardt | Peter Heppner, Carlos Peron, Markus Reinhardt                                   | 3:12  |
| 5  | Entropy                                                        | Peter Heppner, Markus Reinhardt | Peter Heppner, Carlos Peron, Markus Reinhardt                                   | 3:33  |
| 6  | No Happy View                                                  | Peter Heppner, Markus Reinhardt | Peter Heppner, Carlos Peron, Markus Reinhardt                                   | 2:35  |
| 7  | Now I Fall                                                     | Peter Heppner, Markus Reinhardt | José Alvarez-Brill, Peter Heppner, Gento Navaho, Carlos Peron, Markus Reinhardt | 3:30  |
| 8  | (The Obvious Fact That) Scars Remain (And How to Cope with It) | Peter Heppner, Markus Reinhardt | Peter Heppner, Carlos Peron, Markus Reinhardt                                   | 3:18  |
| 9  | Childhood Cruel                                                | Peter Heppner, Markus Reinhardt | Peter Heppner, Carlos Peron, Markus Reinhardt                                   | 2:59  |
| 10 | Gates                                                          | Peter Heppner, Markus Reinhardt | Peter Heppner, Carlos Peron, Markus Reinhardt                                   | 3:18  |
| 11 | Auf ein Wort…                                                  | Peter Heppner, Markus Reinhardt | Peter Heppner, Carlos Peron, Markus Reinhardt                                   | 3:07  |
| 12 | Faith                                                          | Peter Heppner, Markus Reinhardt | Peter Heppner, Carlos Peron, Markus Reinhardt                                   | 1:56  |
|    | 30th Anniversary Remastered Edition                            |                                 |                                                                                 |       |
| 13 | Lovesong (Club Mix)                                            | Peter Heppner, Markus Reinhardt | Carlos Perón                                                                    | 6:18  |

## Singleauskopplungen
Bereits einen Monat vor der Veröffentlichung von Popkiller wurde am 30. August 1993 vorab die Single Now I Fall veröffentlicht. Bis heute ist Now I Fall die einzige Singleauskopplung des Albums.

## Strange Ways Festival Tour 1994
Die folgende Liste ist eine Übersicht der Konzerte die Wolfsheim bei der Strange Ways Festival Tour 1994 gespielt haben. Bei der Strange Ways Festival Tour 1994 handelte es sich um eine gemeinsame Tournee mit Twice a Man, The Cain Principle und Operating Strategies. Die Tour erstreckte sich vom 9. bis 14. Mai 1994 und führte sie durch sechs deutsche Städte. Während der Tour spielten Wolfsheim Stücke ihrer beiden Studioalbum und der veröffentlichten Singles. Zur Unterstützung hatten sie auf der Bühne einen weiteren Musiker am Synthesizer. In Dortmund besuchten etwa 200 Zuschauer das Konzert.
| Datum        | Stadt             | Veranstaltungsort | Land        |
| ------------ | ----------------- | ----------------- | ----------- |
| 9. Mai 1994  | Dortmund          | Soundgarden       | Deutschland |
| 10. Mai 1994 | Hannover          | Music Hall        | Deutschland |
| 11. Mai 1994 | Hamburg           | Markthalle        | Deutschland |
| 12. Mai 1994 | Frankfurt am Main | Batschkapp        | Deutschland |
| 13. Mai 1994 | Stuttgart         | Die Röhre         | Deutschland |
| 14. Mai 1994 | Chemnitz          | Kraftwerk         | Deutschland |

## Mitwirkende
| Albumproduktion - José Alvarez-Brill – Musikproduzent (Lieder: 2, 7) - Peter Heppner – Gesang, Komponist, Liedtexter, Musikproduzent - Otto Kostka – Arrangement (Lieder: 1, 3–6, 8–12) - Gento Navaho – Musikproduzent (Lieder: 2, 7) - Ollie Orange – Schlagzeug (Lied 2) - Carlos Perón – Mastering, Musikproduzent - Markus Reinhardt – Keyboard, Komponist, Liedtexter, Musikproduzent Artwork - Peter Heppner – Artwork (Cover) - Willi Leisten – Fotograf (Begleitheft) | Unternehmen - 4=1 – Artwork (Cover) - Indigo – Vertrieb - Leisten Photodesign – Fotografien (Begleitheft) - Musik Design – Tonstudio (Produktion) - Perón/Kostka Studio – Tonstudio (Abmischung, Aufnahme) - Strange Ways Records – Musiklabel |

## Rezensionen
Peter Matzke und Tobias Seeliger fassten im Gothic- und Dark-Wave-Lexikon den Entschluss, dass eine Mischung aus „traurige[n] und doch gleichzeitig eingängige[n] Melodien, deren Texte bei genauer Betrachtung von Optimismus zeugen“ das Gesamtwerk Wolfsheims durchziehe. Die Basis dazu habe das Duo bereits auf No Happy View gelegt. Auf Popkiller sei es Wolfsheim gelungen „mehr klassische Einflüsse zu integrieren.“